# Пашутинцы
Пашутинцы (укр. Пашутинці) — село в Красиловском районе Хмельницкой области Украины.

## История
В июле 1995 года Кабинет министров Украины утвердил решение о приватизации находившегося здесь совхоза "Пашутинский".
Население по переписи 2001 года составляло 289 человек.

## Местный совет
3107, Хмельницкая обл., Красиловский р-н, с. Пашутинцы, ул. Молодёжная